# Aminta (ufficiale di Alessandro Magno)
Aminta (in greco antico: Ἀμύντας?, Amýntas; ... – Asia, 330 a.C.) è stato un militare macedone antico, ufficiale di Alessandro Magno.

## Biografia
Figlio di Andromene, Aminta fu un ufficiale di Alessandro Magno al seguito del re macedone nella sua spedizione in Asia. Facevano parte della spedizione anche i suoi fratelli Attalo (ex guardia del corpo di Filippo II), Simmia e Polemone. Nell'agosto 335 a.C. partecipò al vittorioso assedio di Tebe, che si concluse con la distruzione dell'antica città greca.
Dopo la battaglia del Granico (334 a.C.), Aminta fu l'ufficiale che venne inviato dal re a ricevere la guarnigione di Sardi che si era arresa all'esercito macedone. Due anni dopo (332 a.C.) fu inviato in Macedonia per arruolare altri soldati, coi quali tornò in Asia l'anno successivo, quando Alessandro era in possesso di Susa.
Quando nel 330 a.C. ci fu la congiura di Filota, Aminta fu accusato, assieme ai fratelli Attalo e Simmia, di aver partecipato alla cospirazione. Essi erano infatti stati sospettati perché intimi amici di Filota ed a causa del fatto che l'altro loro fratello, Polemone, si era allontanato dall'accampamento poco dopo la scoperta della congiura.
Secondo la testimonianza di Curzio Rufo, l'abilità oratoria di Aminta nella sua autodifesa e la ricomparsa improvvisa di Polemone convinsero Alessandro dell'innocenza di Aminta e dei suoi fratelli.
Poco tempo dopo, secondo la testimonianza di Arriano, Aminta morì in combattimento, trafitto da una freccia, durante l'assedio di un villaggio.